# Janet Gardner
Janet Patricia Gardner (Juneau, 21 de março de 1962), mais conhecida como Janet Gardner, é uma cantora estadunidense de hard rock. Ela é conhecida por ser a ex-vocalista e ex-guitarrista da banda de hard rock Vixen.

## Biografia
Gardner nasceu em Juneau (Alasca) em 21 de março de 1962. Seu pai, Rulon B. Gardner, era um engenheiro civil que trabalhava para o Serviço Florestal dos Estados Unidos em Utah, no Alasca e em Michigan antes de fazer um trabalho em Bozeman, Montana, no Laboratório de Ciências Florestais na Universidade Estadual de Montana em 1964, onde Gardner cresceu. Sua mãe Margaret era pianista e organista da igreja. Seus pais eram da fé dos Santos dos Últimos Dias. Janet era a única garota de uma família com quatro irmãos homens. Ela cantou em coros escolares e aprendeu a tocar piano e violão.
Em meados dos anos 2000, quando a banda Vixen foi extinto, Gardner frequentou a faculdade na Universidade de Bridgeport e tornou-se dentista em 2005. Gardner é casada com o guitarrista Justin James desde 2016.

## Carreira musical
Gardner tornou-se a principal cantora e guitarrista da banda de hard rock Vixen. Janet se juntou à formação inicial da banda em 1983. Em 1984, a banda apareceu no filme Hardbodies antes de se mudar para Los Angeles para continuar sua carreira.
Após algumas mudanças iniciais, a formação principal do Vixen consistiu em Janet, Jan Kuehnemund, Roxy Petrucci e Share Pedersen. Vixen assinou contrato com a EMI e gravou seu álbum de estréia auto-intitulado que foi lançado em setembro de 1988. Gardner descreveu a pressão de gravar como: "Nós éramos apenas meninas de Minnesota e Montana, que adoravam tocar ao vivo, então foi um despertar grosseiro."
O single "Edge of a Broken Heart" tornou-se sua música de maior sucesso. Foi co-escrito, organizado e produzido por Richard Marx. Vixen ainda faria turnês mundiais em apoio a Ozzy Osbourne, Scorpions e Bon Jovi, juntamente com seus próprios shows. Vixen gravou e lançou seu segundo álbum "Rev It Up" em julho de 1990. Eles viajaram por mais um ano ao lado de KISS e Deep Purple antes que a banda se separasse em meados de 1991, citando diferenças musicais, como o principal motivo.
Em 1997, Janet e Roxy reformaram Vixen com Rana Ross e Gina Stile para uma turnê nos EUA. Em 1998, Janet, Roxy e Gina gravaram um terceiro álbum do Vixen intitulado "Tangerine". Tangerine seria uma mudança de estilos indo para um som grunge mais tarde nos anos 90, em vez do som hard rock dos anos 80 e dos dois álbuns anteriores. A irmã de Roxy Petrucci, Maxine, se juntou ao grupo para uma turnê até serem processadas pelo integrante original Jan Kuehnemund, por violação de direitos autorais envolvendo o uso do nome de Vixen.
Em 2001, Kuehnemund decidiu reformar a banda desta vez com Janet e Roxy, acrescentando Pat Holloway no baixo. O Vixen recém-reformado percorreu os Estados Unidos como parte da turnê Voices of Metal, até que desentendimentos mais uma vez causaram que a banda se separasse no meio da turnê. Kuehnemund rapidamente reformou a banda com três novas integrantes para terminar a turnê e continuaram sob o nome de Vixen.
VH1 reuniu a formação clássica de Vixen em 2004 e as feziram aparecer no programa Bands Reunited. O programa apresentou uma reunião única da formação original, que foi exibido em novembro de 2004, coincidindo com o relançamento dos dois primeiros álbuns do Vixen.
Janet na maior parte ficou fora da música, até fazer algumas aparições especiais cantando com a banda Scrap Metal, em 2010 e 2011. Em 2012, Share Pedersen e Roxy Petrucci junto com Janet apresentaram a Jan Kuehnemund a ideia de reunir a formação clássica do Vixen, no entanto Kuehnemund desistiu afirmando que ela estava feliz com a nova formação. Logo depois, anunciou-se que Janet, Share e Roxy formariam sua própria banda junto com a Gina Stile. Elas originalmente chamaram a banda "VXN", mas decidiram mudá-la para evitar possíveis processos judiciais, então elas se tornaram conhecidas como simplesmente JanetShareRoxyGina (ou JSRG para abreviar).
A JSRG começou a fazer shows no final de 2012, seguido de uma turnê no cruzeiro Monsters of Rock em março de 2013. Depois de uma longa batalha contra o câncer, Jan Kuehnemund morreu em 10 de outubro de 2013.
Gardner lançará seu primeiro álbum solo, produzido por seu marido, no Pavement Entertainment, em agosto de 2017. Em 16 de janeiro de 2019, ela confirmou sua saída da Vixen no Facebook. Lorraine Lewis da Femme Fatale, outra banda exclusivamente feminina desde 2013 até a sua nova dissolução em março de 2019, que foi contemporânea de Vixen durante os anos 80 e 90, foi nomeada sucessora de Gardner.

## Discografia

### Álbuns de estúdio
- Vixen - 1988 - EMI/Manhattan
- Rev It Up - 1990 - EMI
- Tangerine - 1998 - CMC Intl./Eagle

### Álbuns solo
- Janet Gardner - 2017
- Your Place in the Sun - 2019

### Compilações
- Full Throttle - 1999 - EMI